# Hiawatha Manufacturing Company
Hiawatha Manufacturing Company war ein US-amerikanisches Unternehmen.

## Unternehmensgeschichte
Das Unternehmen hatte seinen Sitz in Hiawatha in Kansas. Charles Knabb war Präsident, George R. Adams Vizepräsident, William Knabb Schatzmeister und Eaton S. Edgerton Sekretär und Generalmanager. Sie stellten Waschmaschinen her.
Am 1. Mai 1904 begann zusätzlich die Produktion von Automobilen. Der Markenname lautete Hiawatha. Im gleichen Jahr endete die Produktion. Eine andere Quelle gibt den Produktionszeitraum der Fahrzeuge mit 1903 bis 1904 an.
Die Inhaber konzentrierten sich anschließend wieder auf Produkte, von denen sie Ahnung hatten und die sie profitabel herstellen konnten. Es ist nicht bekannt, wann das Unternehmen aufgelöst wurde.

## Fahrzeuge
Das einzige Modell hatte einen Einzylindermotor. Er leistete 4 PS. Aufbau war ein offener Motor-Buggy.